# 三枡大五郎 (4代目)
四代目 三桝 大五郞（よだいめ みます だいごろう、新字体：三枡 大五郎、寛政10年（1798年） - 安政6年5月13日（1859年6月13日）は江戸時代後期の上方の歌舞伎役者。三都随一の大立者と評された。屋号は京桝屋。雅号に亀稲舎、俳名に亀光・亀鶴・梅舎・梅升・賀春・稲舎など。
大坂の生まれ。父は三代目三桝大五郎。三桝亀由の名で子役の芝居に出演し座頭となる。文化4年 (1807) 道頓堀若太夫芝居の太夫元となり将来の芝居を担うエリートとして期待される。同文化12年11月（1815年11月）には「太平記忠臣講釈」で三代目三桝他人を襲名。文政3年11月（1820年12月）当時の上方劇壇の中心人物だった三代目中村歌右衛門に認められ、中村源之助の名を与えられて門人となり江戸に下る。同5年11月には初代三桝源之助と改名。以後江戸の舞台で活躍。
天保8年 (1837) 大坂に戻って幹部俳優となり、弘化3年正月（1846年2月）大坂中の芝居『けいせい浜真砂』の石川五右衛門で四代目三桝大五郎を襲名する。恰幅のいい体格で口跡のよさと大らかな芸風を持ち、時代物を得意として幅広い役柄をこなした。安政6年5月（1859年6月）京都の舞台に出ている最中に脳卒中で急死。
養子には二代目三桝源之助、明治の名優中村宗十郎がおり、宗十郎の写実的な芸風は大五郎から学んだといわれている。
墓所は大阪市中央区の円妙寺。